# Província de Gaziantep
Gaziantep és una província de Turquia situada a la part sud-central del país. La seva capital és la ciutat de Gaziantep. Limita amb Adiyaman al nord, Şanlıurfa a l'est, Síria i Kilis al sud, Hatay al sud-oest, Osmaniye a l'oest i Kahramanmaraş al nord-oest.
Important centre de comerç des de temps antics, la província és també una de les zones manufactureres més importants de Turquia, i la seva agricultura és dominada pel cultiu de pistatxos.
En temps antics, primer els hitites i més tard els assiris controlaren la regió. Més endavant, la zona contemplà les batalles de les Croades, i com Saladí hi guanyava una batalla clau el 1183. Després de la Primera Guerra Mundial i la desintegració d'Imperi Otomà, fou envaïda per les forces de la Tercera República Francesa durant la Guerra d'Independència Turca. Retornà sota control turc després que se signés el Tractat de Lausana, el qual, formalment, acabà amb les hostilitats entre Turquia i els Aliats de la Primera Guerra Mundial.
Originalment coneguda com a Antep, el títol gazi (que significa veterà en turc fou afegit al nom de la província i a la capital provincial el 1921, a causa del valor extraordinari de la seva població durant la Guerra d'Independència Turca.
La província de Kilis anteriorment, formava part de la província de Gaziantep.

## Geologia
Dues essencials falles geològiques actives es troben a Gaziantep occidental, prop de la frontera amb la Província d'Adana: la falla transformant de la mar Morta i la Falla Anatòlica Oriental. Aquestes transmeten el límit tectònic entre la Placa aràbiga, que es mou cap al nord, a l'est, i la Placa africana i la Placa eurasiàtica que convergeixen a l'oest.

## Districtes
La província de Gaziantep es divideix en 9 districtes (els districtes de la ciutat de Gaziantep apareixen en negreta):
- Araban
- Islahiye
- Karkamış
- Nizip
- Nurdağı
- Oğuzeli
- Şahinbey
- Şehitkamil
- Yavuzeli

## Política
De Gaziantep es diu tradicionalment que reflecteix per endavant les tendències polítiques que augmenten a Turquia; així doncs, va donar preferència a l'ANAP el 1984, al DYP el 1989, al partit de Necmettin Erbakan (llavors anomenat Partit del Benestar el 1994), i a l'AKP en les eleccions locals del 2004.
Tanmateix, el 1999 la tendència no es va complir quan, estimulat per la imatge reeixida de l'alcalde de la ciutat de Gaziantep, Celal Doğan,, el CHP va quedar primer amb un 17,02% dels vots per l'Assemblea General Provincial (amb quatre partits més que van aconseguir resultats per damunt del 15%, i la pujada del dretà MHP à en aquella època (fent campanya amb arguments sobre la consciència d'identitat turca), un fet que es va veure reflectit en la seva per la seva segona posició després del CHP a la província. El DEHAP, que va fer campanya amb arguments sobre la consciència d'identitat kurda, després d'haver tocat un modests sostre electoral d'un 5% el 1999, sembla que hagi davallat, i el seu resultat, sota el paraigua de l'SHP, en les eleccions locals del 2004, a un encara més modest 1,81% (l'MHP va obtenir un 5,36%).
En qualsevol cas, el 2004, l'AKP va obtenir un 55,11% i el CHP un 21,57%, i tots els altres partits van quedar per sota del 6% a les eleccions de l'Assemblea General Provincial. Se sap que el primer ministre Recep Tayyip Erdoğan va considerar tan especialment importants aquestes eleccions locals a Gaziantep, que hi va mobilitzar, d'avançada, un pes governamental considerable. L'actual alcalde és Asım Güzelbey, el qual, reeixidament, continuà la seva carrera, després de complir 30 anys a Gaziantep com a cirurgià ortopèdic, fins a les eleccions el 2004.